# 얀 마테이코

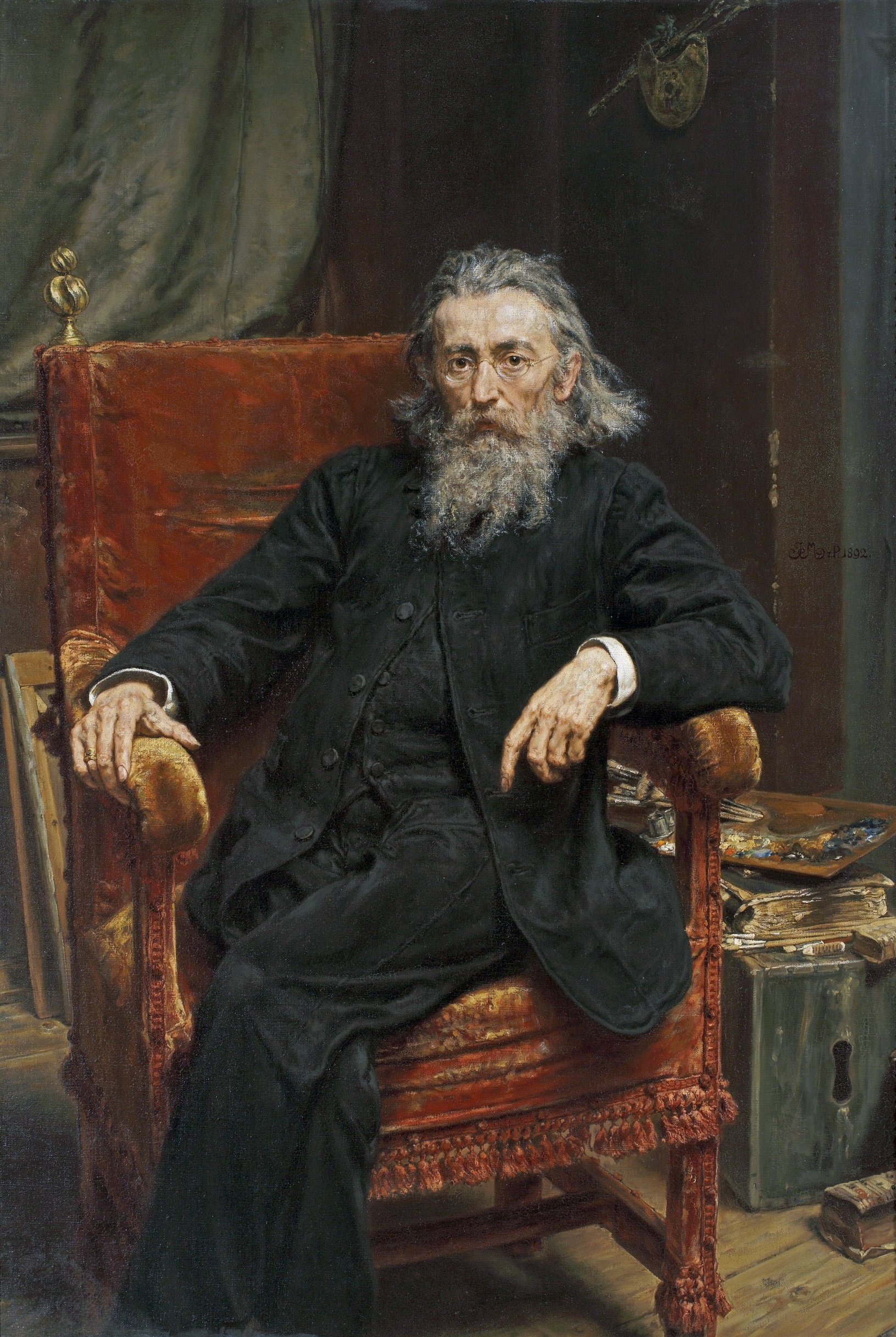
얀 마테이코의 자화상 (1892년)

얀 알로이지 마테이코(폴란드어: Jan Alojzy Matejko, 1838년 6월 24일 크라쿠프 ~ 1893년 11월 1일 크라쿠프)는 폴란드의 화가이다.

## 생애
크라쿠프 자유시에서 체코 태생의 음악가 겸 음악 교사인 프란치셰크 크사베리 마테이코(폴란드어: Franciszek Ksawery Matejko, 체코어: František Xaver Matějka 프란티셰크 크사베르 마테이카[*], 1793년 1월 13일 ~ 1860년 10월 26일)의 아들로 태어났다. 1852년부터 1858년까지 크라쿠프 미술학교에 재학했고 1858년부터 1859년까지 뮌헨 미술 학교에 재학했다.
1859년부터 인생의 대부분을 크라쿠프에서 보냈다. 1865년에는 파리에서 열린 살롱에서 출품한 미술 작품인 《스카르가(Skarga)의 설교》(1864년 작품)가 금상 수상작으로 선정되기도 했다. 1872년부터는 크라쿠프 미술학교의 교장으로 근무했으며 1889년부터 1891년까지 크라쿠프 성모 마리아 성당의 장식을 맡았다.
그의 그림은 폴란드의 역사를 주제로 한 그림이 많은 편이다. 그의 대표 작품으로는 《스탄치크》(Stańczyk, 1862년 작품), 《스카르가의 설교》(1864년 작품), 《레이탄(Rejtan), 폴란드의 몰락》(1866년 작품), 《루블린 연합》(1869년 작품), 《프스코프 부근의 스테판 바토리》(1872년 작품), 《그룬발드 전투》(1878년 작품) 등이 있다.

## 주요 작품

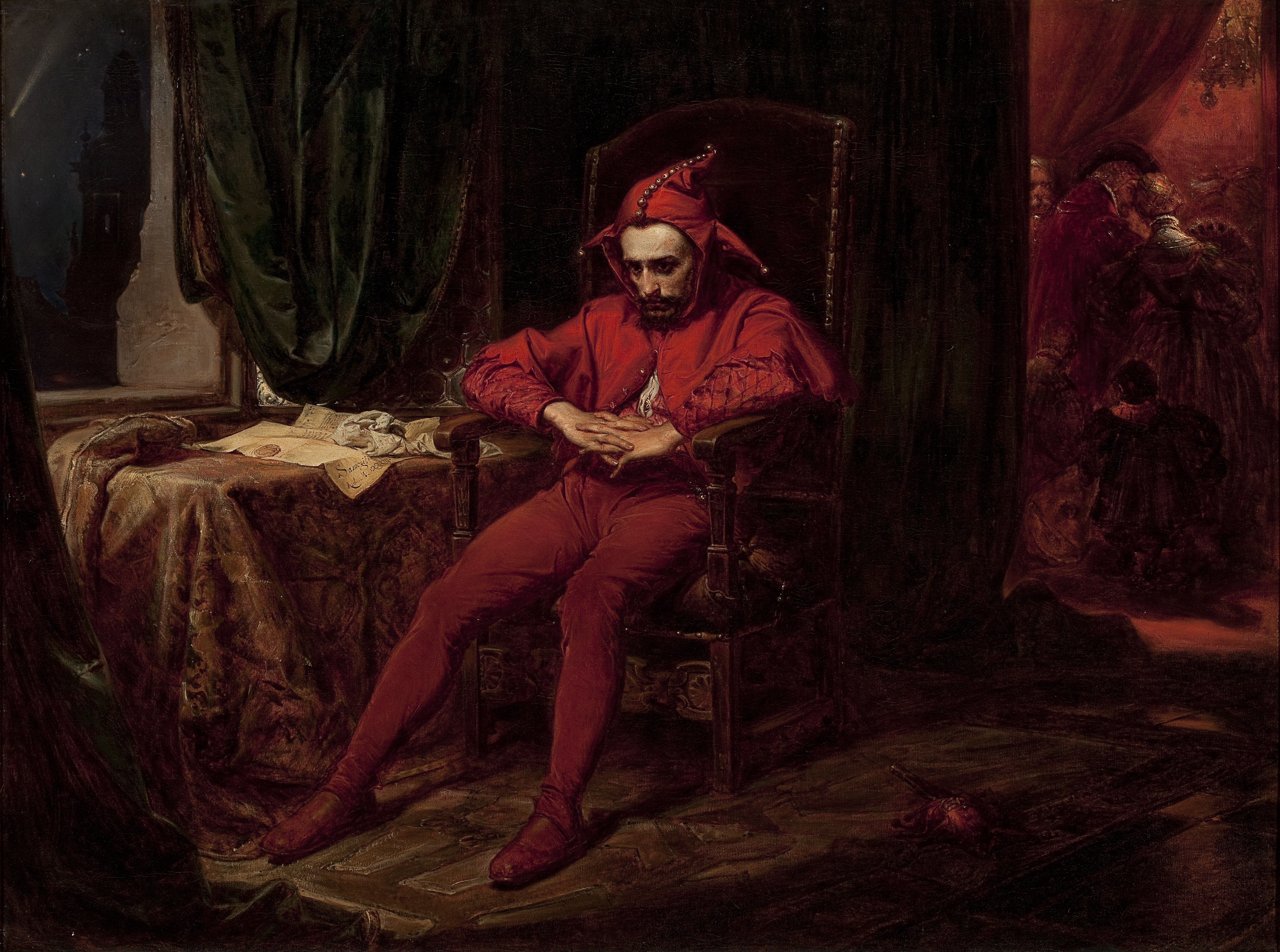
《스탄치크》 (Stańczyk, 1862년)
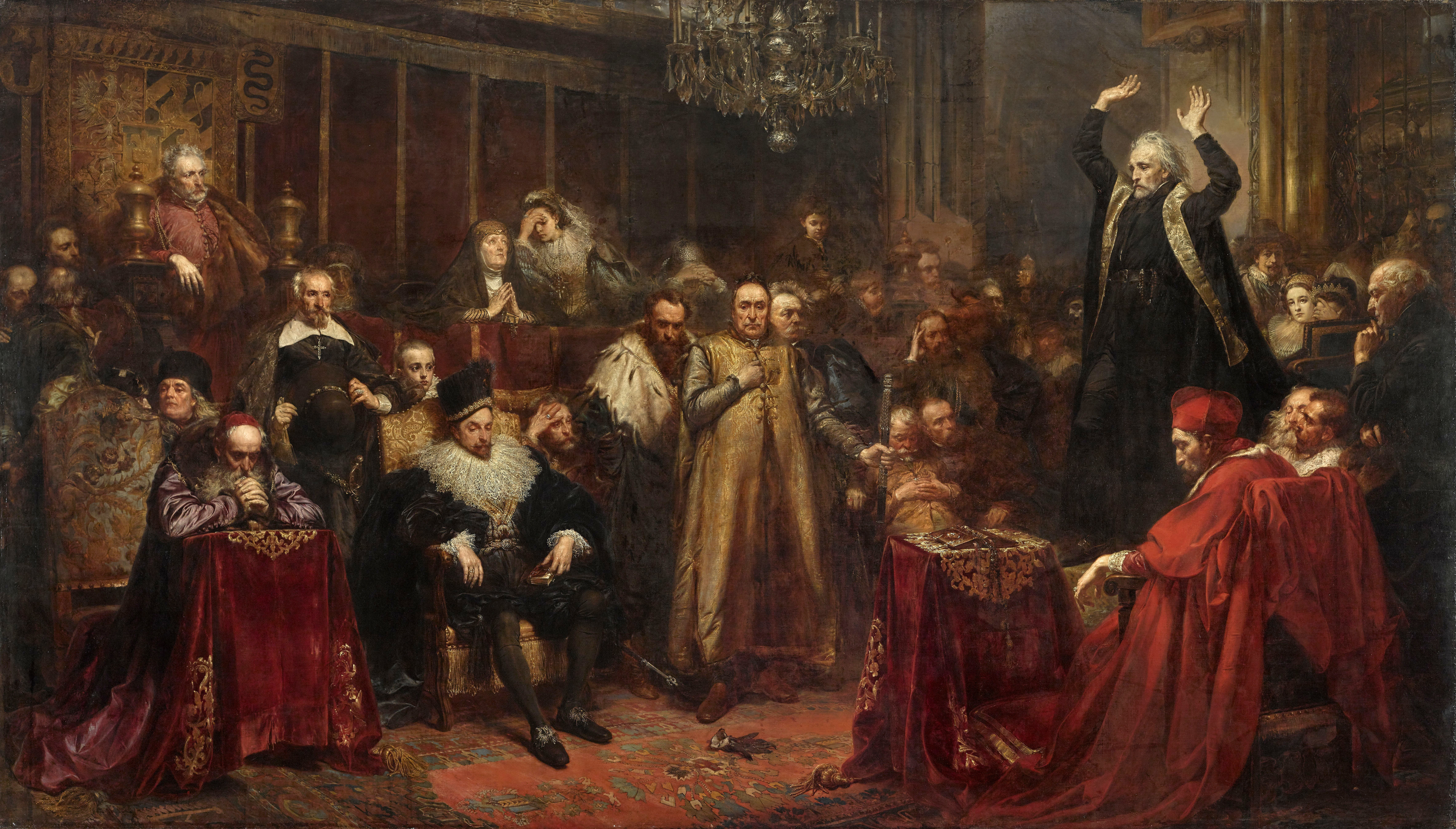
《스카르가(Skarga)의 설교》 (1864년)
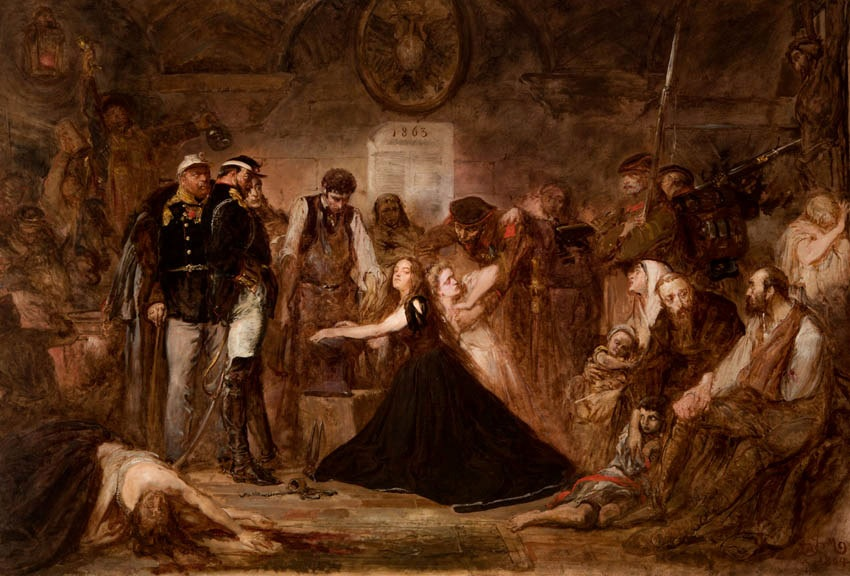
《폴로니아(Polonia), 1863년》 (1864년)
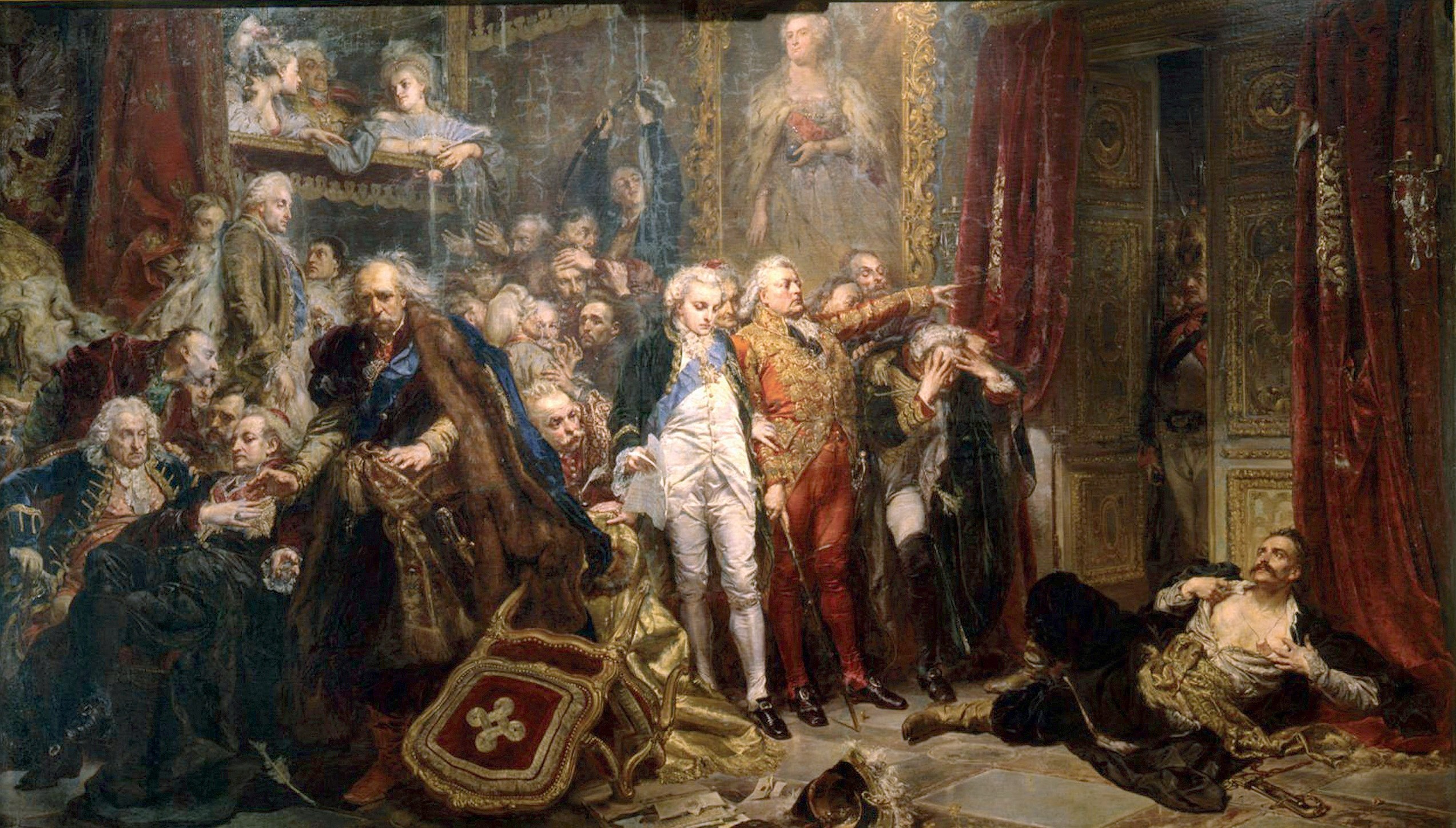
《레이탄(Rejtan), 폴란드의 몰락》 (1866년)
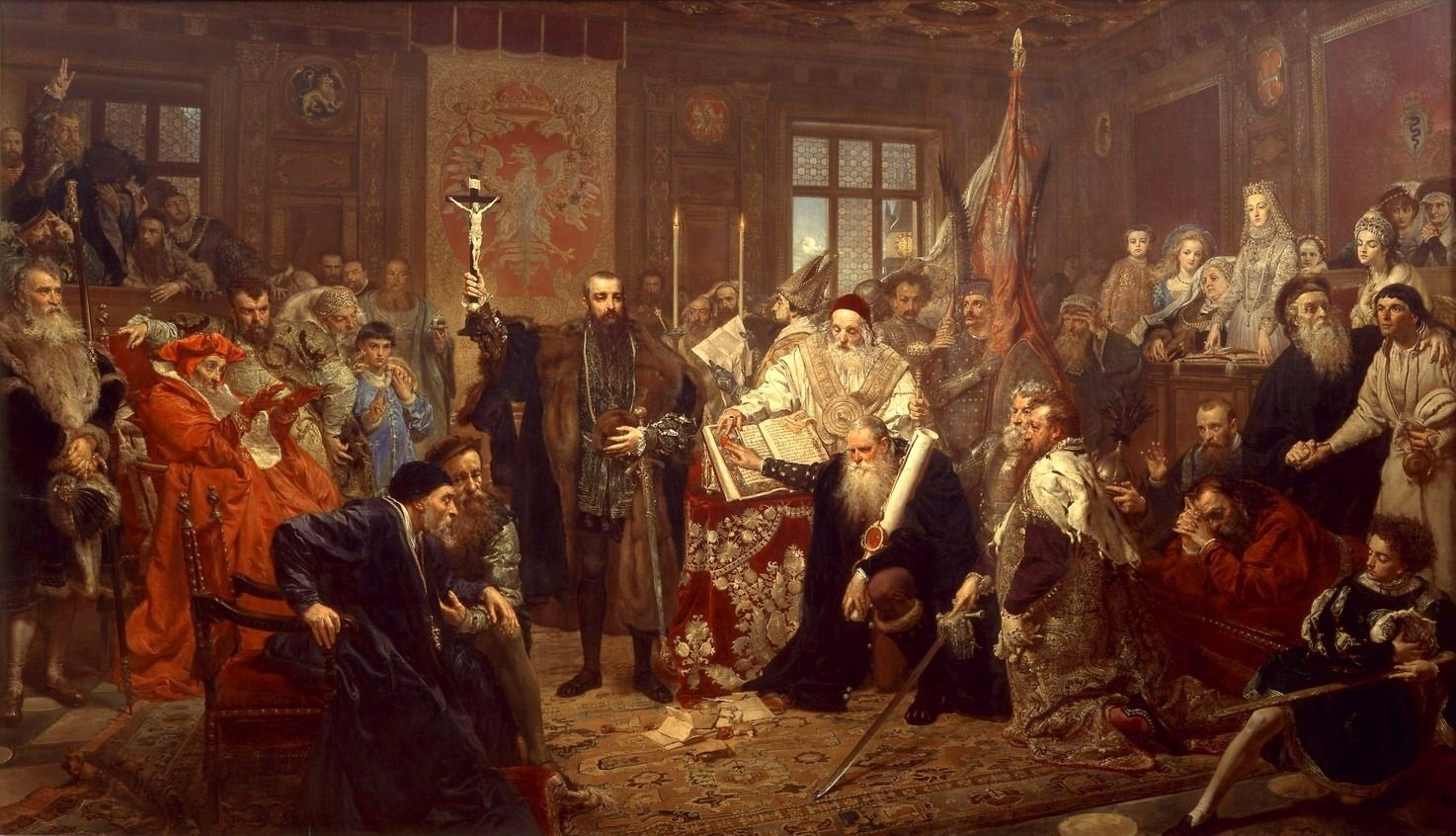
《루블린 연합》 (1869년)
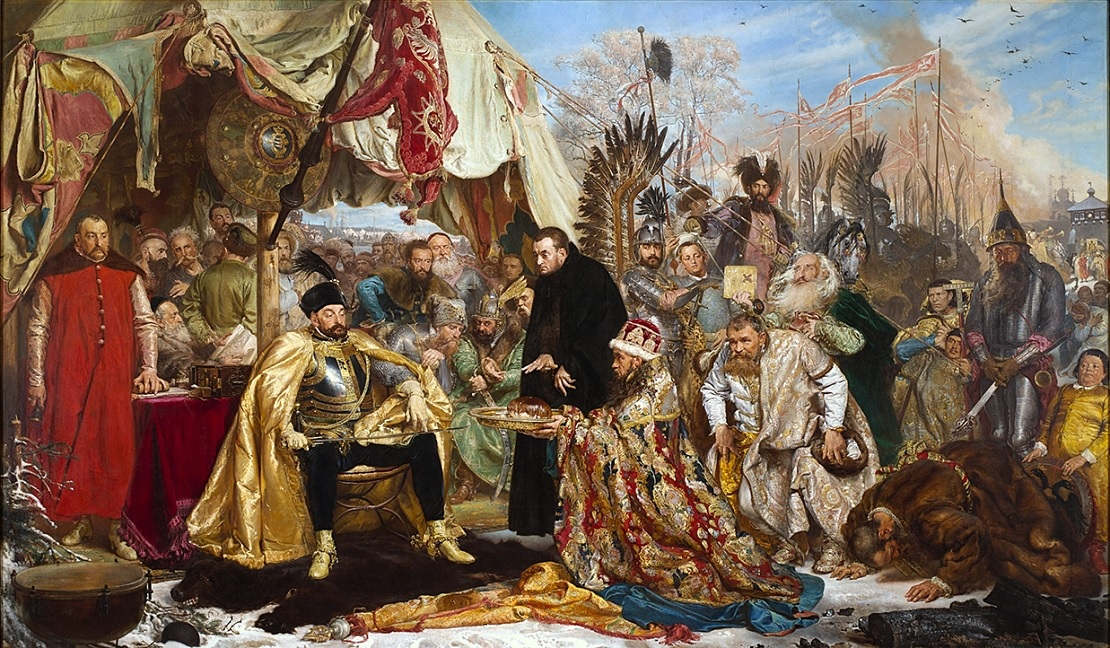
《프스코프 부근의 스테판 바토리》 (1872년)
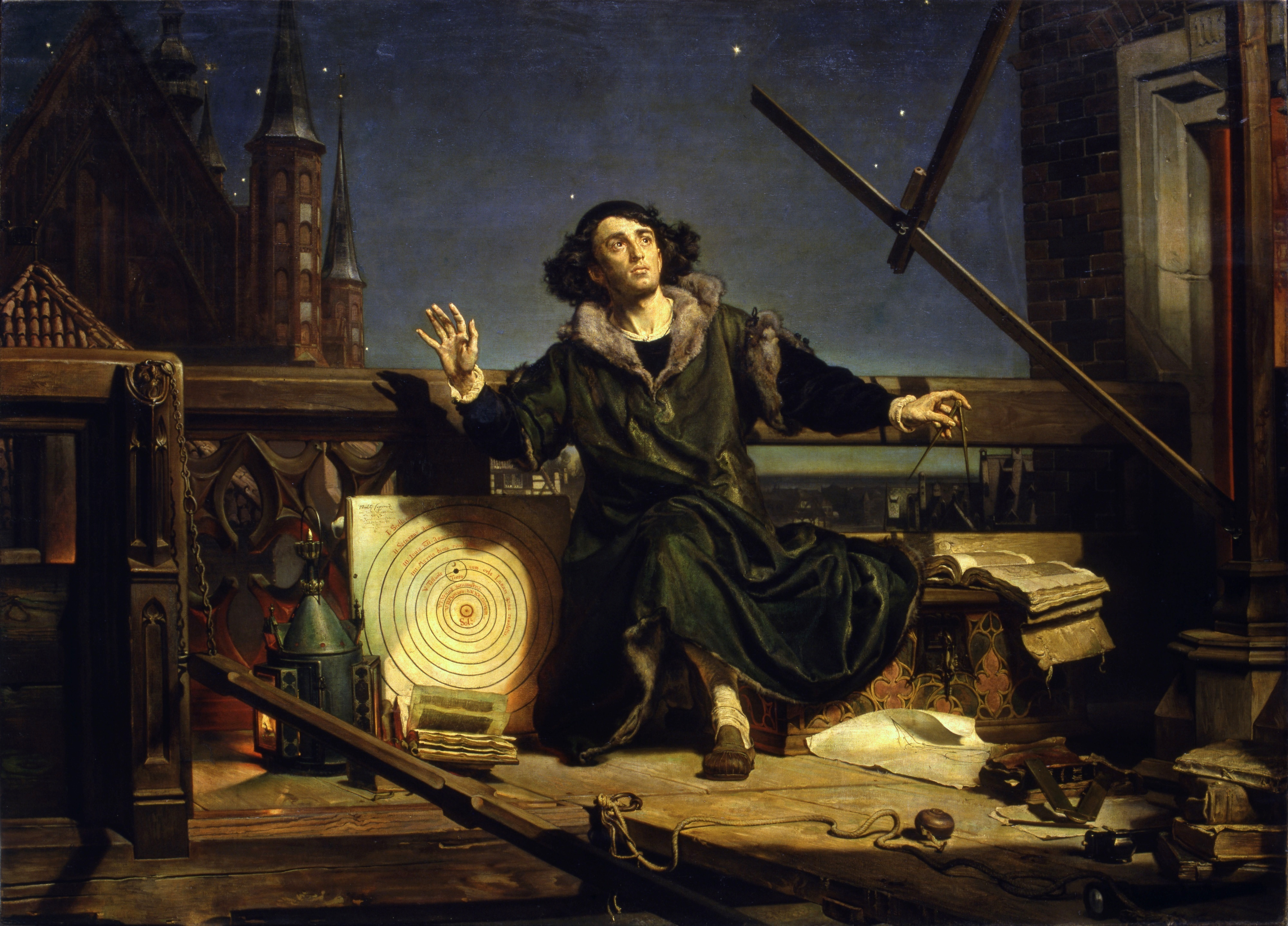
《천문학자 코페르니쿠스와 하느님 간의 대화》 (1873년)
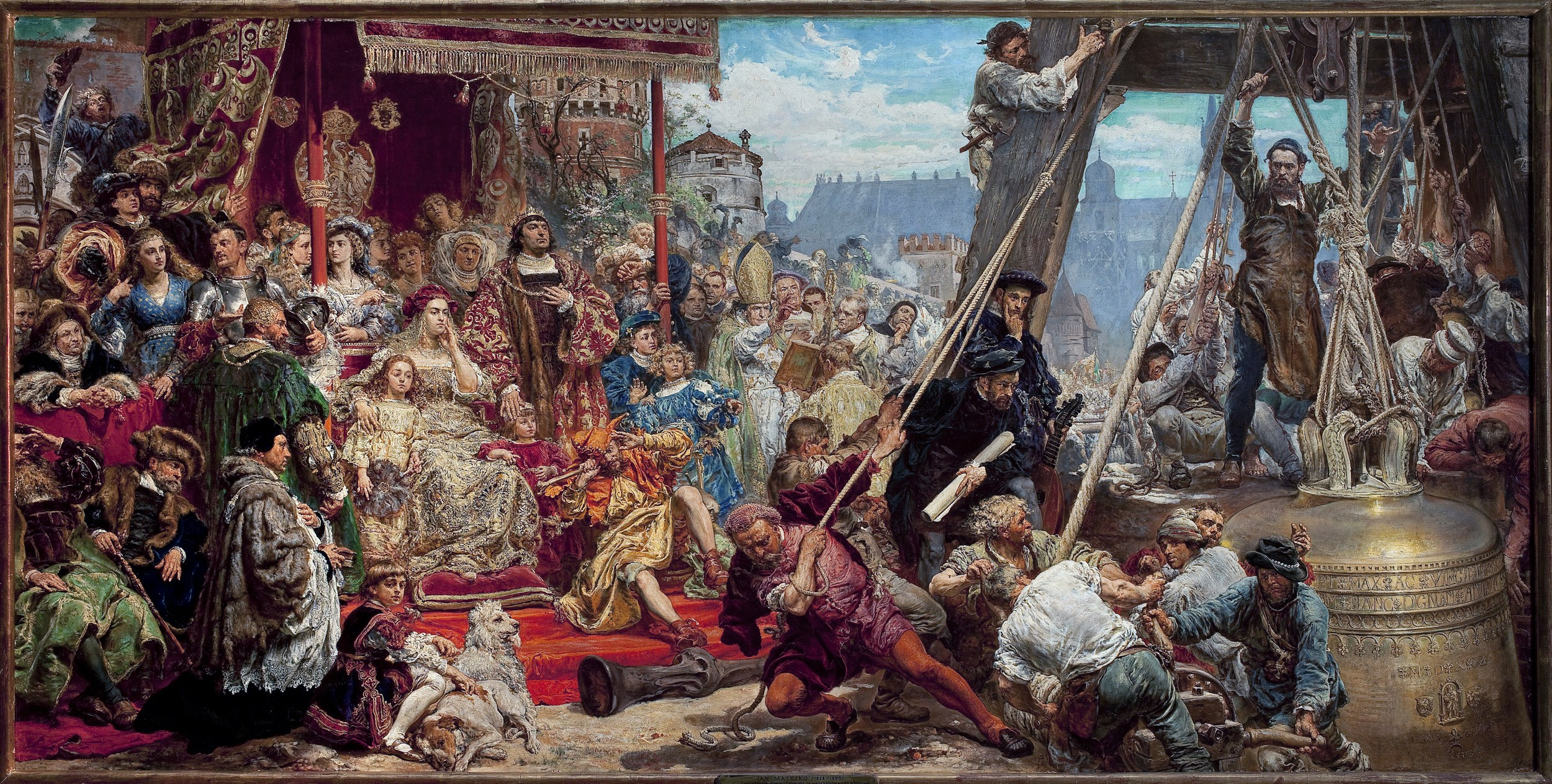
《지그문트의 종을 들러올리는 사람들》 (1874년)
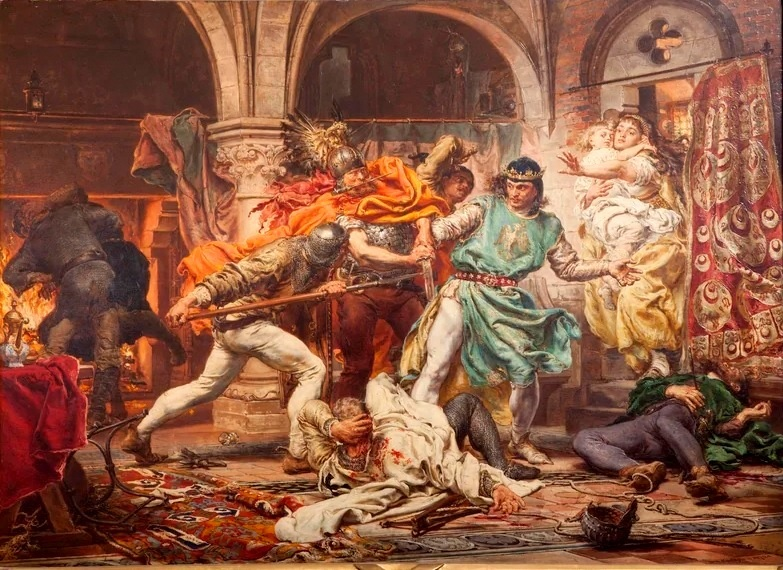
《프셰미수 2세의 죽음》 (1875년)
《그룬발드 전투》 (1878년)
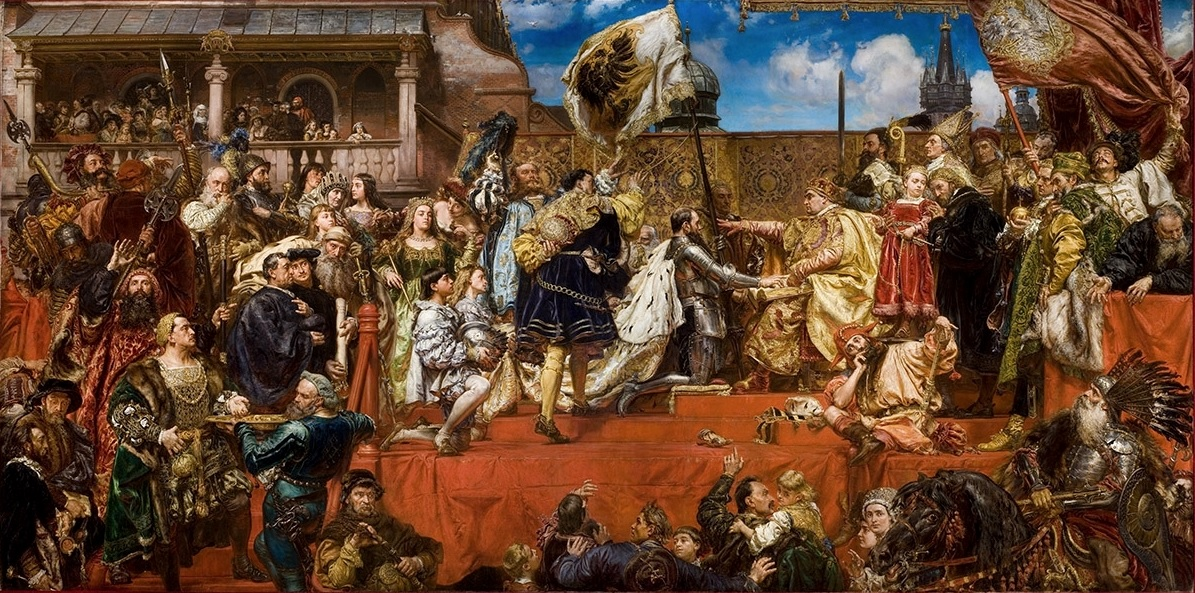
《프로이센의 경의》 (1880년 ~ 1882년)
《빈에 입성하는 얀 3세 소비에스키》 (1883년)
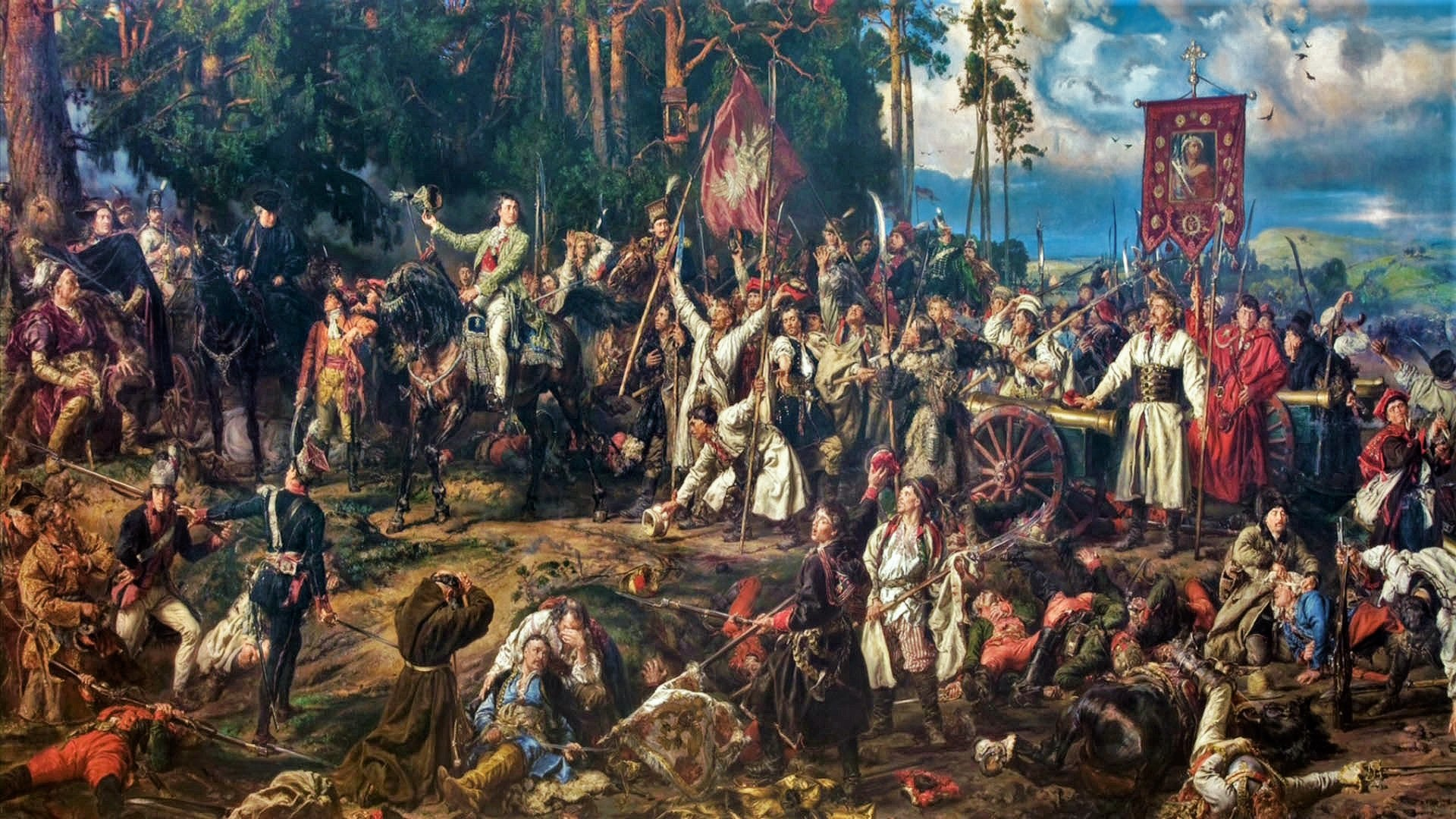
《라츠와비체(Racławice) 전투》 (1888년)
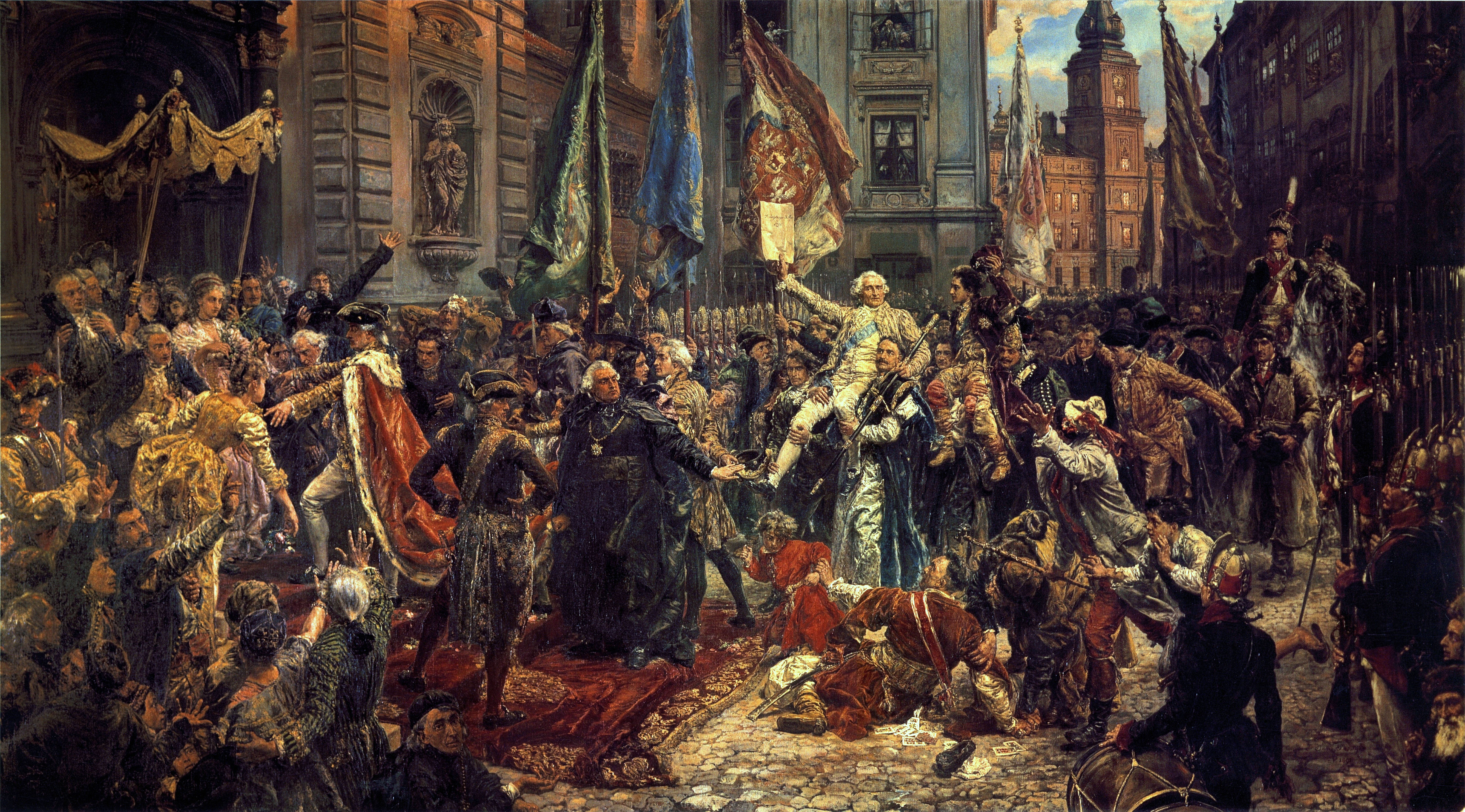
《1791년 5월 3일 헌법》 (1891년)

### 갤러리
- A gallery of paintings with links to biography (289 words) and bibliographical pages (12 books).
- A gallery of paintings by Matejko.
- Wawel gallery
- Jan Matejko's artwork at malarze.com
- Matejko's Gallery of Polish Kings